# أ. س. غريني جونيور
أ. س. غريني جونيور (بالإنجليزية: A.C. Greene, Jr.)‏ هو مؤرخ وصحفي أمريكي، ولد في 4 نوفمبر 1923 في أبيلين في الولايات المتحدة، وتوفي في 5 أبريل 2002 في سالادو في الولايات المتحدة.